# Willi Bang-Kaup
Johann Wilhelm Max Julius Bang-Kaup (auch Willi Bang oder Willy Bang oder Willy Bang-Kaup; * 9. August 1869 in Wesel; † 8. Oktober 1934 in Darmstadt) war ein deutscher Orientalist (Turkologe) und Anglist.

## Leben
Willi Bang-Kaup war der Sohn des Bürgermeisters und Rechtsanwaltes Heinrich Bang und von Auguste Kaup.
Bang studierte zunächst in Löwen Orientalistik – Altpersisch, Avestisch, Mandschurisch und Mongolisch, dann auch in Frankreich, Holland und England. 1893 und 1909 brachte er gemeinsam mit Friedrich H. Weißbach eine neue Edition altpersischer Inschriften heraus und verfasste mehrere Artikel zu dem Thema.
Ab 1893 erforschte Bang alttürkische Steininschriften, deren Runenalphabet von Vilhelm Thomsen entziffert worden war, wobei er Methoden des Sprachvergleichs mit modernen Turksprachen und -dialekten anwendete. Dabei gelang ihm gemeinsam mit Josef Markwart ein Durchbruch bei der chronologischen Einordnung der Inschriften. Von 1910 bis 1914 arbeitete Bang am Codex Cumanicus. Danach wandte er sich alttürkischen Manuskripten aus Turfan zu.
Von 1895 bis 1914 war Bang Professor für Anglistik in Löwen und verfasste mehrere wichtige Studien zur englischen Literatur. Im Zuge des Ausbruchs des Ersten Weltkrieges musste Bang Belgien verlassen und wurde 1917 Professor für Turkologie an der noch jungen Universität Frankfurt am Main. 1918 wurde er zum Professor an der Universität Berlin berufen und forschte weiter an den Turfan-Manuskripten, vor allem an manichäischen und christlichen Texten. Gemeinsam mit Annemarie von Gabain gab er kommentierte Editionen von Turfan-Texten sowie ein Glossar zum Wortschatz dieser Texte heraus.
Bang erörterte in mehreren Artikeln Probleme der historischen Grammatik der Turksprachen.

## Veröffentlichungen
- als Begründer und Herausgeber: Materialien zur Kunde des älteren englischen Dramas. Band 1, 1902, ff. ZDB-ID 514584-3.
- Parentalia. Grundlagen zu einer Geschichte der Bangen. Als Manuscript gedruckt. Uystpruyst, Loewen 1908, urn:nbn:de:hbz:061:1-493155.
- Vom Köktürkischen zum Osmanischen. Vorarbeiten zu einer vergleichenden Grammatik des Türkischen. Verlag der Akademie der Wissenschaften, Berlin 1917–1921;
  - Mitteilung 1: Über das türkische Interrogativpronomen (= Abhandlungen der Königlich Preussischen Akademie der Wissenschaften. Philosophisch-Historische Klasse. 1917, Nr. 6). 1917 (Digitalisat);
  - Mitteilung 2: Über einige schallnachahmende Verba. In: Abhandlungen der Preussischen Akademie der Wissenschaften. Philosophisch-Historische Klasse. 1919, Nr. 5, S. 3–36 (Digitalisat);
  - Mitteilung 3: Das Formans -yu bei Verben auf -a usw. In: Abhandlungen der Preussischen Akademie der Wissenschaften. Philosophisch-Historische Klasse. 1919, Nr. 5, S. 37–79 (Digitalisat);
  - Mitteilung 4: Durch das Possessivsuffix erweiterte Nominalstämme (= Abhandlungen der Preussischen Akademie der Wissenschaften. Philosophisch-Historische Klasse. 1921, Nr. 2). 1921 (Digitalisat).
- Monographien zur türkischen Sprachgeschichte (= Sitzungsberichte der Heidelberger Akademie der Wissenschaften. Philosophisch-Historische Klasse. 1918, Nr. 12). Winter, Heidelberg 1918, urn:nbn:de:gbv:3:5-32791.
- Manichäische Laienbeichtspiegel. In: Le Muséon. Band 36, 1923, ISSN 0771-6494, S. 137–242.
- Manichäische Hymnen. In: Le Muséon. Band 38, 1925, S. 1–55.
- Türkische Bruchstücke einer nestorianischen Georgspassion. In: Le Muséon. Band 39, 1926, S. 41–75.
- mit Annemarie von Gabain: Türkische Turfan-Texte. Band 1–6. Verlag der Akademie der Wissenschaften, Berlin 1929–1934.
- mit Annemarie von Gabain: Analytischer Index zu den fünf ersten Stücken der Türkischen Turfan-Texte (= Sitzungsberichte der Preussischen Akademie der Wissenschaften. Philosophisch-Historische Klasse. 1931, Nr. 17). Verlag der Akademie der Wissenschaften, Berlin 1931.